# Бальзак де Дюн, Шарль де
Шарль де Бальзак (Бальсак) д'Антраг (фр. Charles de Balsac (Balzac) d'Entragues; ок. 1546 — начало марта 1599, Тулуза), барон де Дюн, по прозаищу «Красавчик Антраге» (le bel Entraguet) — французский придворный и военный деятель.

## Биография
Шестой сын Гийома де Бальзака, барона де Дюна и де Клермона, и Луизы д'Юмьер.
Граф де Гравиль, барон де Дюн, сеньор д'Эриси, капитан роты из пятидесяти тяжеловооруженных всадников, генеральный наместник губернаторства Орлеана. Прозвище свое он получил, по словам современника, из-за красивой внешности и «потому что с виду был невысоким».
В молодости поступил на службу к герцогу Анжуйскому. В 1571 году ему был пожалован пенсион в 500 турских ливров как палатному дворянину герцога. На службе он пользовался уважением и в акте от 9 декабря 1574 обозначен как «высочайший и могущественнейший сеньор д'Антраг» (très hault et très puissant seigneur d'Entragues). В 1572 году он вошел в третью четверть дворян Палаты вместе с Антуаном де Бришанто-Нанжи и Шарлем дю Плесси-Лианкуром.
В 1573—1574 годах сопровождал герцога Анжуйского в Польшу, по возвращении во Францию в январе 1595 стал дворянином Палаты короля Генриха III и принял участие в борьбе за влияние при дворе между группировками миньонов, гизаров и сторонников герцога Алансонского, осложнявшейся давней тяжбой семейства д'О и Бальзаков. Стараниями «архиминьона» Франсуа д'О и его брата Жана Шарль де Бальзак оказался в немилости и вернулся на службу к Гизам, в окружение которых Бальзаки входили с середины XVI века.
При этом барон де Дюн не стал врагом короля, сохранил должность палатного дворянина и около 1580 года был пожалован в рыцари ордена Святого Михаила, затем стал капитаном жандармов, а в 1586 году губернатором Сен-Дизье.
Красавчик Антраге был известен своими амурными похождениями, принесшими ему славу своего рода французского Дон-Жуана. Перед его обаянием не устояла и королева Наваррская, о чем Дю Га, следивший за Маргаритой, поспешил известить двор.
Наибольшую известность Бальзаку принесла знаменитая дуэль миньонов, ставшая результатом его ссоры с королевским фаворитом графом де Келюсом. Вместо поединка в пять часов утра в воскресенье 27 апреля 1578 на Конском рынке у Сент-Антуанских ворот, неподалеку от Бастилии состоялся бой трое на трое, в котором секундантами барона были Франсуа де Риберак и Жорж де Шомберг, а со стороны Келюса Луи де Можирон и барон де Ливаро. Можирон и Шомберг легли на месте, Риберак умер на следующий день, Ливаро был ранен в голову и пролежал в постели шесть недель. Келюс получил 19 ран и умер 29 мая, и лишь Антраге ушел без единой царапины. Вскоре он был прощен королем.
О причине ссоры ходило множество слухов. Пуллен де Сен-Фуа пишет, что Бальзак был одно время любовником маршальши де Рец, подарившей ему алмазное сердце, которое он затем преподнес королеве Наваррской. Та не считала нужным скрывать подарок и узнавший об этом Келюс не удержался от насмешек, «из-за чего д'Антраг решил отомстить и отомстил».
После смерти последнего Валуа барон де Дюн перешел на сторону Генриха IV, но когда и при каких обстоятельствах, неизвестно. 7 января 1595 был пожалован в рыцари орденов короля, не имея, по мнению Пуллена де Сен-Фуа, достаточных для этого заслуг. При этом историограф ордена Святого Духа путает этого Шарля де Бальзака с его одноименным племянником и наследником, также титуловавшимся бароном де Дюном, и являвшимся сыном старшего брата красавчика Антраге — Шарля де Бальзака де Клермона.
Барон де Дюн умер в 1599 году в Тулузе в возрасте 52 лет, согласно письму Генриха IV к Сюлли, это произошло в начале марта. По словам Пуллена де Сен-Фуа, Антраге не всегда был столь удачлив, как в бою на Конском рынке и, собираясь жениться на дочери маршала Монлюка, был ранен в какой-то ссоре и через несколько дней умер от ран.